# Скиба, Николай Егорович
Николай Егорович Скиба (род. 1 января 1950, Камень, Кролевецкий район, Сумская область, Украинская ССР, СССР) — советский и украинский учёный, специалист в области машин и аппаратов лёгкой промышленности, доктор технических наук, профессор, ректор Хмельницкого национального университета, член-корреспондент Национальной академии педагогических наук Украины, лауреат Государственной премии Украины в области науки и техники.

## Биография
Родился 1 января 1950 года в селе Камень на Сумщине, Украина.
В 1967 году окончил Каменскую среднюю школу с серебряной медалью. После окончания школы поступил в Киевский технологический институт лёгкой промышленности на специальность «Машины и аппараты лёгкой промышленности», после завершения учёбы был зачислен (1972) в аспирантуру этого же института на кафедру машин и аппаратов.
С 1975 года после вступления в должность ассистента связал свою жизнь с Хмельницким технологическим институтом бытового обслуживания.
- 1980 г. — защита кандидатской диссертации на соискание учёной степени кандидата технических наук на тему «Исследование гидравлических механизмов прямолинейного движения в машинах лёгкой промышленности»[2] .
- 1983 г. — доцент кафедры машин и аппаратов лёгкой промышленности.
- 1985 г. — присвоение ВАКом Украинской ССР учёного звания доцента.
- 1985—1995 гг. — декан факультета по работе с иностранными студентами.
- 1996—1999 гг. — декан новосозданного гуманитарно-педагогического факультета.
- 1997 г. — профессор кафедры машин и аппаратов лёгкой промышленности.
- 1999 г. — проректор по учебной работе Технологического университета Подолья.
- 2001 г. — ректор университета.
- 2004 г. — защита докторской диссертации на соискание учёной степени кандидата технических наук на тему «Научные основы ресурсосберегающих технологий переработки отходов натуральных кож в материалы и изделия обувного производства».
- 2005 г. — присвоение учёного звания доктора технических наук.
- 2010 г. — член-корреспондент Национальной академии педагогических наук Украины.

Является депутатом Хмельницкого областного совета, возглавляет постоянную комиссию по вопросам развития науки, образования, культуры, молодежи, спорта и туризма. Избран председателем Совета ректоров высших учебных заведений III—IV уровней аккредитации Хмельницкой области.
Женат, имеет двое детей.

## Награды, премии
- Изобретатель СССР (1985).
- Отличник образования Украины (1994).
- Заслуженный работник народного образования Украины (1999).
- Орден «За заслуги» III степени (1999).
- Почётная грамота Кабинета Министров Украины (2002).
- Почётная грамота Министерства образования и науки Украины (2002).
- Почётный знак Комитета по физвоспитанию и спорту Министерства образования и науки Украины (2002).
- «Человек года» г. Хмельницкий в номинации «За воспитание интеллектуальной элиты» (2007).
- Медаль имени Григория Сковороды (2012).
- Государственная премия Украины в области науки и техники (2014).

Неоднократно заносился на доску почёта «Лучшие люди Хмельницкой области».

## Научная деятельность
Николай Егорович опубликовал свыше 200 научных работ, пять монографий, восемь учебных пособий. По результатам научных исследований получил семь авторских свидетельств и 18 патентов на изобретения. Организовал научную школу «Научные и практические основы переработки отходов производства в лёгкой промышленности». Подготовил 7 кандидатов и 2 доктора технических наук по специальности «Машины и аппараты лёгкой промышленности».
Является членом Наблюдательного совета и Почётным доктором Киевского национального университета технологии и дизайна.
Является главным редактором журнала «Вестник Хмельницкого национального университета»; членом редакционного совета журнала «Проблемы трибологии ХНУ», редколлегии журнала «Дидактика профессиональной школы»; председателем совета по защите кандидатских диссертаций при университете. Является также членом секции по лёгкой и пищевой промышленности Комитета Государственных премий Украины в области науки и техники.

### Научные труды
- Злотенко, Б. Н. Рационализация изготовления деталей низа обуви из искусственных полимерных материалов : пособие для студентов и инженеров / Б. Н. Злотенко, Н. Е. Скиба, Г. А. Пискорский. — Киев : ЦБТИ лёгкой пром-сти, 1992. — 65 с.
- Скиба, М. Є. Динаміка гідравлічного приводу машин легкої промисловості : монографія / М. Є. Скиба. — Хмельницький, 1997. — 156 с.
- Скиба, М. Є. Захист інтелектуальної власності : навч. посіб. / М. Є. Скиба, Г. М. Драпак. — Хмельницький : Поділля, 1997. — Ч. 1.
- Кармаліта А. К. Методика математичного моделювання технології та механізмів легкої промисловості : навч. посіб. для студентів технол. та механ. спец. ВНЗ, а також спеціалістів легкої пром-сті / А. К. Кармаліта, Г. А. Піскорський, М. Е. Скиба ; Ін-т змісту і методів навчання, Технол. ун-т «Поділля». — Київ , 1997. — 184 с.
- Скиба, М. Є. Методика розрахунку механізмів з гідравлічним приводом машин легкої промисловості : монографія / М. Е. Скиба. — Хмельницький : ТУП, 1998. — 127 с.
- Скиба, М. Є. Основи проектування прес-форм для лиття під тиском виробів з полімерів : навч. посіб. / О. П. Бурмістенков, Б. М. Злотенко, М. Є. Скиба. — Київ : ІЗМО, 1999. — 112 с.
- Бурмістенков, О. П. Числові методи математичного моделювання в створенні технологічної оснастки для лиття виробів з полімерних матеріалів : монографія / О. П. Бурмістенков, Б. М. Злотенко, М. Є. Скиба, О. М. Синюк. — Хмельницький : ПП Ковальський В. В., 2002. — 148 с.
- Драпак, Г. Ф. Основи інтелектуальної власності : навч. посіб. для студентів ВНЗ / Г. Драпак, М. Скиба. — Хмельницький : ТУП, 2003. — 136 c.
- Скиба, М. Є. Технологічні процеси і обладнання для розволокнення шкіряних та волокнистих матеріалів : монографія / М. Є. Скиба. — Хмельницький : ПП Ковальський В. В., 2003. — 136 с.
- Скиба, М. Є. Обладнання для переробки відходів / М. Є. Скиба. — Хмельницький : ПП Ковальський, 2004. — 124 с.
- Скиба, М. Є. Експлуатація, обслуговування та ремонт машин : навч. посіб. для студентів ВНЗ / М. Є. Скиба, В. І. Іщук. — Хмельницький : ХНУ, 2005. — 212 с.
- Бурмістенков, О. П. Виробництво литих деталей та виробів з полімерних матеріалів у взуттєвій та шкіргалантерейній промисловості : монографія / О. П. Бурмістенков [та ін.]; заг. ред. В. П. Коновал. — Хмельницький, 2007. — 255 с.
- Нижник, В. М. Економічна безпека України в системі розвитку євроатлантичних процесів : курс лекцій / В. М. Нижник, М.В. Ніколайчук, М.Є. Скиба. — Хмельницький : ХНУ, 2007. — 112 с.
- Войнаренко, М. П. Обери здоров’я — обери життя ! : посіб. на допомогу лекторам, кураторам, вихователям / М. П. Войнаренко, М. Є. Скиба, Л. Е. Байдич, Л. М. Дунець. — Київ : Знання, 2007. — 108 c.
- Драпак, Г. М. Основи інтелектуальної власності : навч. посіб. / Г. Драпак, М. Скиба. — 2-ге вид., випр. — Київ : Кондор, 2007. — 156 с.
- Скиба, М. Є. Теорія і практика професійно-орієнтаційної роботи з молоддю : навч. посіб. / М. Є. Скиба, О. М. Коханко. — Хмельницький : ХНУ, 2007. — 322 c.
- Скиба, М. Є. Розрахунок електромеханічних з’єднань : навч. посіб. / М.Є. Скиба, Г. М. Драпак, І.В. Петко, В. В. Кострицький. — Львів : Новий світ, 2008. — 196 с.
- Скиба, М. Є. Моніторинг якості навчального процесу у вищому закладі освіти : монографія / М. Є. Скиба, С. Г. Костогриз, Г. В. Красильникова. — Хмельницький : ХНУ, 2009. — 219 c.
- Скиба, М. Є. Соціально незахищена категорія студентів: проблеми формування особистості : посіб. на допомогу лекторам, кураторам, вихователям / М. Є. Скиба, М. П. Войнаренко, Д. Е. Байдич, Л. М. Дунець. — Хмельницький : ХНУ, 2009. — 115 с.
- Петко, I. В. Розрахунок з'єднань електромеханічних систем : навч. посіб. / І. В. Петко, В. В. Кострицький, М. Є. Скиба, Г. М. Драпак. — Львів : Новий Світ-2000, 2010. — 150с. — (Вища освіта в Україні).
- Крижанівський, Є. І. Енергоефективні технології у вищих навчальних закладах : довідник / Є. І. Крижанівський, В. О. Онищенко, М. Є. Скиба, Є. М. Суліма. — Івано-Франківськ : ІФНТУНГ, 2011. — 404 с.
- Скиба, М. Є. Практичні аспекти застосування об’єктів права інтелектуальної власності : навч. посіб. / М. Є. Скиба, Г. М. Драпак, С. Л. Горященко. — Хмельницький : ХНУ, 2014. — 155 с.
- Технологічне обладнання мініпідприємств з переробки продукції агропромислового комплексу : навч. посіб. / М. Є. Скиба, М. В. Лук’янюк, М. С. Стечишин, В. П. Олександренко. — Хмельницький : ХНУ, 2019. — 190 с.